# Liste der Monuments historiques in Lembach
Die Liste der Monuments historiques in Lembach führt die Monuments historiques in der französischen Gemeinde Lembach auf.

## Liste der Bauwerke
| Bezeichnung            | Beschreibung                                                                         | Standort                       | Kennzeichnung | Schutzstatus | Datum | Bild           |
| ---------------------- | ------------------------------------------------------------------------------------ | ------------------------------ | ------------- | ------------ | ----- | -------------- |
| Burg Fleckenstein      | Felsenburg, ab dem frühen 12. Jahrhundert, 1689 zerstört                             | nordöstlich von Lembach (Lage) | PA00084774    | Classé       | 1898  | weitere Bilder |
| Manoir de Fleckenstein | Herrenhaus, um 1712, Nebengebäude und Parkanlage, zweite Hälfte des 18. Jahrhunderts | 7 rue du Château (Lage)        | PA67000026    | Inscrit      | 1999  | weitere Bilder |
| Frönsburg              | Felsenburg aus dem 13. Jahrhundert, 1677 zerstört                                    | nordöstlich von Lembach (Lage) | PA00084775    | Classé       | 1898  | weitere Bilder |

## Liste der Objekte
| Bezeichnung                | Beschreibung                           | Standort                                         | Kennzeichnung | Schutzstatus | Datum | Bild |
| -------------------------- | -------------------------------------- | ------------------------------------------------ | ------------- | ------------ | ----- | ---- |
| Glocke                     | Bronze, 1787 gegossen                  | Mattstall, in der protestantischen Kirche (Lage) | PM67001656    | Inscrit      | 1997  |      |
| Orgel                      | Ensemble aus PM67001053 und PM67000110 | Mattstall, in der protestantischen Kirche (Lage) | PM67001048    | Classé       | 1994  |      |
| Orgelprospekt              | 1841 von Stiehr-Mockers gebaut         | Mattstall, in der protestantischen Kirche (Lage) | PM67001053    | Classé       | 1994  |      |
| Instrumentalteil der Orgel | 1841 von Stiehr-Mockers gebaut         | Mattstall, in der protestantischen Kirche (Lage) | PM67000110    | Classé       | 1994  |      |